# Kanurennsport-Weltmeisterschaften 1938
Die 1. Kanurennsport-Weltmeisterschaften fanden 1938 in Vaxholm (Schweden) statt.
Es wurden Medaillen in zwölf Disziplinen des Kanurennsports vergeben: sieben Kajak-Wettbewerbe der Männer sowie zwei Kajak-Wettbewerbe der Frauen. Außerdem wurden drei Kanu-Wettbewerbe der Männer veranstaltet.

## Ergebnisse

### Männer

#### Canadier
| Event        | Gold                                             | Zeit    | Silber                                           | Zeit    | Bronze                                             | Zeit    |
| ------------ | ------------------------------------------------ | ------- | ------------------------------------------------ | ------- | -------------------------------------------------- | ------- |
| C-1 1000 m   | Deutsches Reich Otto Neumüller                   | 6:45,8  | Deutsches Reich Hans Wiedmann                    | 6:51,4  | Tschechoslowakei Bohumil Sládek                    | 7:11,7  |
| C-2 1000 m   | Deutsches Reich Rupert Weinstabl Karl Proisl     | 5:47,3  | Tschechoslowakei Bohuslav Karlík Jan Brzák-Felix | 5:52,3  | Tschechoslowakei Václav Mottl Zdeněk Škrland       | 5:54,4  |
| C-2 10.000 m | Tschechoslowakei Bohuslav Karlík Jan Brzák-Felix | 52:38,7 | Deutsches Reich Rupert Weinstabl Karl Proisl     | 53:06,5 | Deutsches Reich Christian Holzenberg Heinz Jürgens | 54:12,4 |

#### Kajak
| Event                 | Gold                                                                          | Zeit    | Silber                                                              | Zeit    | Bronze                                                                    | Zeit    |
| --------------------- | ----------------------------------------------------------------------------- | ------- | ------------------------------------------------------------------- | ------- | ------------------------------------------------------------------------- | ------- |
| K-1 1000 m            | Schweden Karl Widmark                                                         | 5:03,2  | Deutsches Reich Helmut Cämmerer                                     | 5:05,9  | Deutsches Reich Gregor Hradetzky                                          | 5:06,4  |
| K-1 10.000 m          | Schweden Karl Widmark                                                         | 46:42,8 | Polen Czesław Sobieraj                                              | 47:35,6 | Schweden Egon Nilsson                                                     | 48:10,7 |
| K-1 10.000 m Faltboot | Schweden Arne Bogren                                                          | 51:48,8 | Ungarn Kamill Balatoni                                              | 51:49,7 | Deutsches Reich Günter Nowatzki                                           | 51:59,3 |
| K-2 1000 m            | Deutsches Reich Helmut Triebe Hans Eberle                                     | 4:44,6  | Schweden Kurt Bodo Hans Berglund                                    | 4:45,5  | Dänemark Poul Larsen Vagin Jørgensen                                      | 4:46,7  |
| K-2 10.000 m          | Schweden Gunnar Johansson Berndt Berndtsson                                   | 43:29,9 | Deutsches Reich Helmut Triebe Hans Eberle                           | 44:06,6 | Deutsches Reich Adolf Kainz Karl Maurer                                   | 44:21,1 |
| K-2 10.000 Faltboot m | Schweden Carl-Gustav Hellstrandt Erik Helsvik                                 | 47:11,5 | Schweden Sven Johansson Erik Bladström                              | 47:37,7 | Deutsches Reich Kurt Kreh Johann Fuchs                                    | 48:10,7 |
| K-4 1000 m            | Deutsches Reich Ernst Kube Heini Brüggemann Ernst Strathmann Heine Strathmann | 4:08,2  | Deutsches Reich Hans Rein Lorenz Riedl Albert Schorn Karl Aulenbach | 4:08,8  | Schweden Roland Karlsson Göte Carlsson Gunnar Johansson Berndt Berndtsson | 4:10,5  |

### Frauen

#### Kajak
| Event     | Gold                                              | Zeit   | Silber                                              | Zeit   | Bronze                              | Zeit   |
| --------- | ------------------------------------------------- | ------ | --------------------------------------------------- | ------ | ----------------------------------- | ------ |
| K-1 600 m | Finnland Maggie Kalka                             | 3:36,0 | Schweden Maj-Britt Berqvist                         | 3:30,3 | Dänemark Bofil Thirstedt            | 3:32,2 |
| K-2 600 m | Tschechoslowakei Marta Pavlisová Marta Zvolanková | 3:05,2 | Deutsches Reich Josefa Lehmenkühler Elisabeth Kropp | 3:05,5 | Dänemark Ruth Lange Bofil Thirstedt | 3:06,9 |

## Medaillenspiegel
| Rang   | Nation           | Gold | Silber | Bronze | Gesamt |
| ------ | ---------------- | ---- | ------ | ------ | ------ |
| 1      | Schweden         | 5    | 3      | 2      | 10     |
| 2      | Deutsches Reich  | 4    | 6      | 5      | 15     |
| 3      | Tschechoslowakei | 2    | 1      | 2      | 5      |
| 4      | Finnland         | 1    | –      | –      | 1      |
| 5      | Ungarn           | –    | 1      | –      | 1      |
| 5      | Polen            | –    | 1      | –      | 1      |
| 7      | Dänemark         | –    | –      | 3      | 3      |
| Gesamt | Gesamt           | 12   | 12     | 12     | 36     |